# Old Stories
Old Stories ist ein Jazzalbum von Chad Fowler und Matthew Shipp. Die am 4. Oktober 2021 in den Park West Studios in Brooklyn entstandenen Aufnahmen erschienen am 15. April 2022 auf Fowlers Label Mahakala Music.

## Hintergrund
Duke Ellington war für Shipp ein zufälliger Markstein für seine Zusammenarbeit mit dem in Arkansas lebenden Saxophonisten Chad Fowler. Dieser brachte wiederum seinerseits eine langjährige Faszination für den Ellington-Sideman (und Altsaxophon-Pionier) Johnny Hodges in die Session ein. Es war der Bassist William Parker, der Shipp und Fowler indirekt zusammenbrachte. „Ich habe Matt letztes Jahr beim Vision Festival kennengelernt, dem Free-Jazz-Event, das William Parker und seine Frau leiten“, äußerte Fowler in den Liner Notes. „Ich kannte seine Musik gut, doch ich hatte ihn nie persönlich getroffen. Am Ende standen wir zusammen und sahen uns gemeinsam William Parkers Band an.“ Als sie spürten, dass sie verwandte Seelen waren, trafen sie sofort Vorkehrungen für eine Aufnahmesession in den Park West Studios in Brooklyn. Fowler spielte neben dem Saxello das Stritch – ein umgebautes Buescher-Altsaxophon, wie es Rahsaan Roland Kirk häufig gespielt hatte. Bevor das Aufnahmegerät lief, wärmte sich Shipp auf, indem er Duke Ellingtons Musik spielte, was Fowlers Interesse am Klang  von Johnny Hodges‘ Altsaxophonspiel weckte. Daraus entstanden spontane Kompositionen, etwa „Chapter VIII“, in den man Fragmente von „Black and Tan Fantasy“  höre, notierte Mark Corroto.

## Titelliste
- Chad Fowler / Matthew Shipp: Old Stories (Mahakala Music – Maha-026)[2]

1. Chapter I
2. Chapter II
3. Chapter III
4. Chapter IV
5. Chapter V
6. Chapter VI
7. Chapter VII
8. Chapter VIII
9. Chapter IX
10. Chapter X
11. Chapter XI
12. Chapter XII
13. Chapter XIII
14. Chapter XIV

Die Kompositionen stammen von Chad Fowler und Matthew Shipp.

## Rezeption

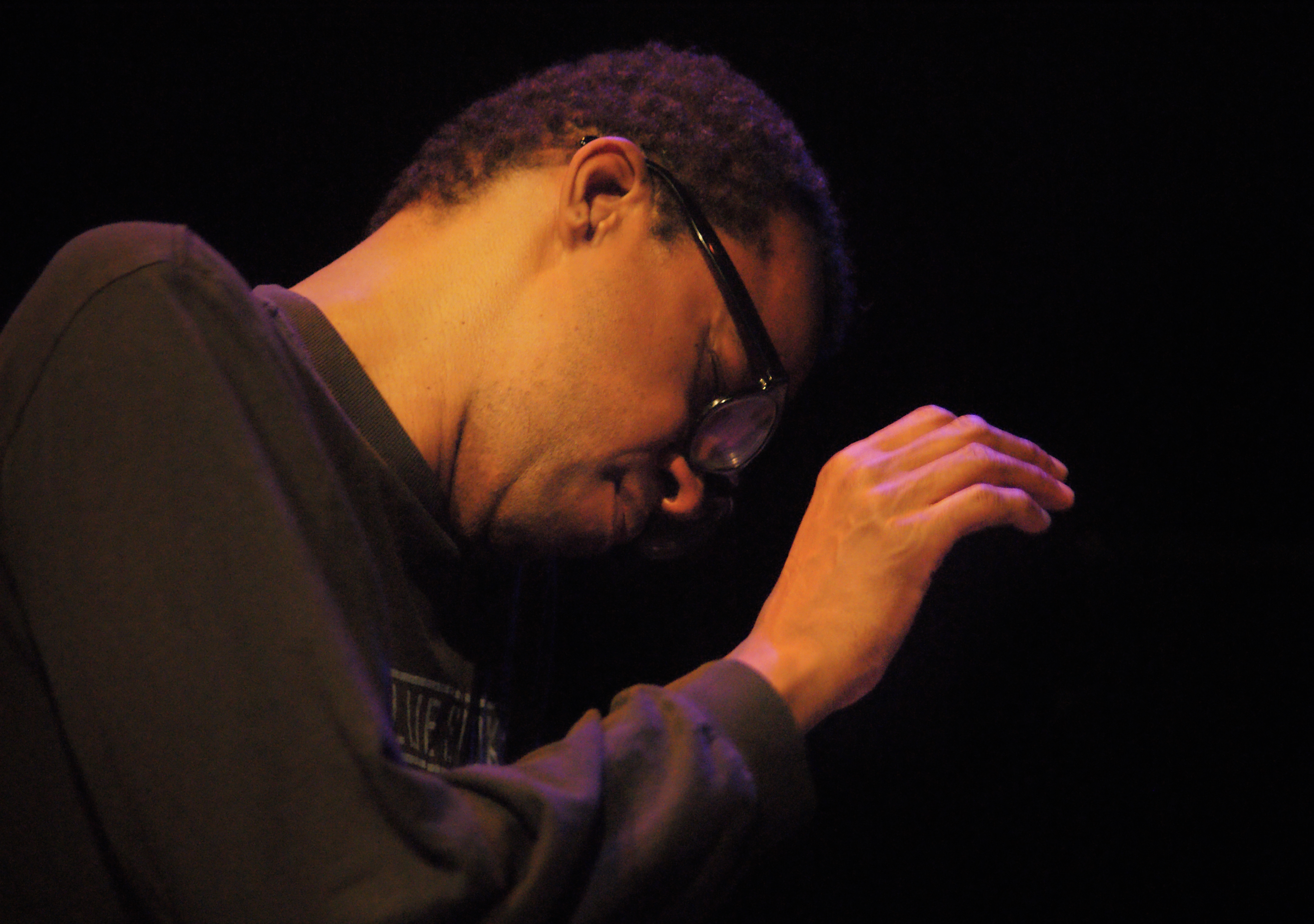
Matthew Shipp (2011)

Nach Ansicht von Mark Corroto, der das Album in All About Jazz rezensierte, könne man es Kismet, Karma, Einfluss der Sterne oder einfach nur Glück nennen, aber wenn sich in solcher Weise zwei Musiker treffen, könne Magie entstehen. Fowler, der eine Musikerhistorie in Blues- und Soulmusik hat, zeige bei seiner Begegnung mit Shipp seine Leidenschaft für freie Improvisation. Fowler sei hier keineswegs ein Hodges-Imitator; er biete die Komposition „Chapter VIII“ mit einem Saxello dar; auf den verbleibenden 13 Stücken höre man das Stritch. Ähnlich wie bei Shipps Sessions mit Ivo Perelman gebe es wenig bis gar keine Diskussion, bevor das Aufnahmeband laufe. Stimmung und Tempo werden von einem der beiden Musiker initiiert, während der andere die Richtung der Improvisationen begleitet, ergänzt, hinzufügt, kommentiert und bestätigt. Wo Perelmans Saxophon eher in den oberen Registern spiele, arbeite Fowler auf einem gefühlvolleren Mittelweg, was die sanfte Natur dieses Duos betone. Shipps sofort erkennbarer Sound passe mit dem Fowlers gut zusammen, gleite er doch locker mit dem Saxophonisten wie ein Pilot durch die Stratosphäre.
Mat Micucci zählte das Album in Jazziz zu den besten Neuveröffentlichungen des Monats und schrieb, diese vollständig improvisierte Duett-Session sei das Dokument der Arbeit von zwei scharfsinnigen Improvisatoren bei der Arbeit in Echtzeit. Aufgrund der jahrhundertealten Bezugspunkte, auf die sich beide Spieler verlassen würden, sowie der Spannung in ihren gegensätzlichen Herangehensweisen sei dieses Projekt eine Begegnung zwischen dem R&B-Einfluss der Südstaaten auf den Saxophonisten mit der einzigartigen Art der modernen Improvisation des Pianisten.